# Marcelo Boeck
Marcelo Boeck (Vera Cruz, 28 novembre 1984) è un ex calciatore brasiliano con passaporto belga, di ruolo portiere.

## Carriera

### Club
Nel 2011 ha firmato un contratto con i Leões fino al 2016.
Il 28 novembre 2016 si salva dalla tragedia aerea che ha coinvolto la squadra della Chapecoense in quanto non convocato (permesso di compleanno) e quindi non in volo.

## Palmarès

### Club

#### Competizioni statali
- Campionato Gaúcho: 1

Internacional: 2005
- Campionato Catarinense: 1

Chapecoense: 2016
- Campionato Cearense: 4

Fortaleza: 2019, 2020, 2021, 2022

#### Competizioni regionali
- Copa do Nordeste: 2

Fortaleza: 2019, 2022

#### Competizioni nazionali
- Coppa del Portogallo: 1

Sporting Lisbona: 2014-2015
- Supercoppa di Portogallo: 1

Sporting Lisbona: 2015
- Campeonato Brasileiro Série B: 1

Fortaleza: 2018

#### Competizioni internazionali
- Coppa Libertadores: 1

Internacional: 2006
- Coppa del mondo per club: 1

Internacional: 2006
- Recopa Sudamericana: 1

Internacional: 2007
- Coppa Sudamericana: 1

Chapecoense: 2016